# After Class
After Class，香港女子音樂組合，於2021年成立，所屬唱片公司為星夢娛樂於同年成立的音樂廠牌「愛爆音樂」，經理人公司為無綫電視，四名成員炎明熹（Gigi）、姚焯菲（Chantel）、鍾柔美（Yumi）、詹天文（Windy），皆為無綫電視歌唱選秀節目《聲夢傳奇》第一季參賽者。2021年11月27日，以單曲要為今日回憶出道。

## 組合名稱
據成員姚焯菲指，組合名稱「After Class」由經理人所取，源於經理人經常要等待成員下課，而成員亦往往只可於下課後才能見面，因而得名。

## 歷程

### 2020年－2021年：出道前
2020年，無綫電視宣布舉辦《聲夢傳奇》，並於初選的約1,500人中挑選出15名入圍參賽者，當中包括炎明熹、姚焯菲、鍾柔美及詹天文四人，也是比賽中年紀最小的四位入圍女參賽者。2021年1月10日，四人於《萬千星輝頒獎典禮2020》上擔任「最受歡迎電視歌曲」獎項之頒獎嘉賓，是四人首次一同公開亮相。
2021年7月，《聲夢傳奇》第一季比賽結束後，四人已屢被合稱為「聲夢四小花」，並曾於《聲·夢飛行 First Live On Stage》演唱會上合體跳唱演出由韓國四人女子音樂組合BLACKPINK原唱的How You Like That，以及由鄭秀文原唱的Chotto等等。

### 2021年：成團

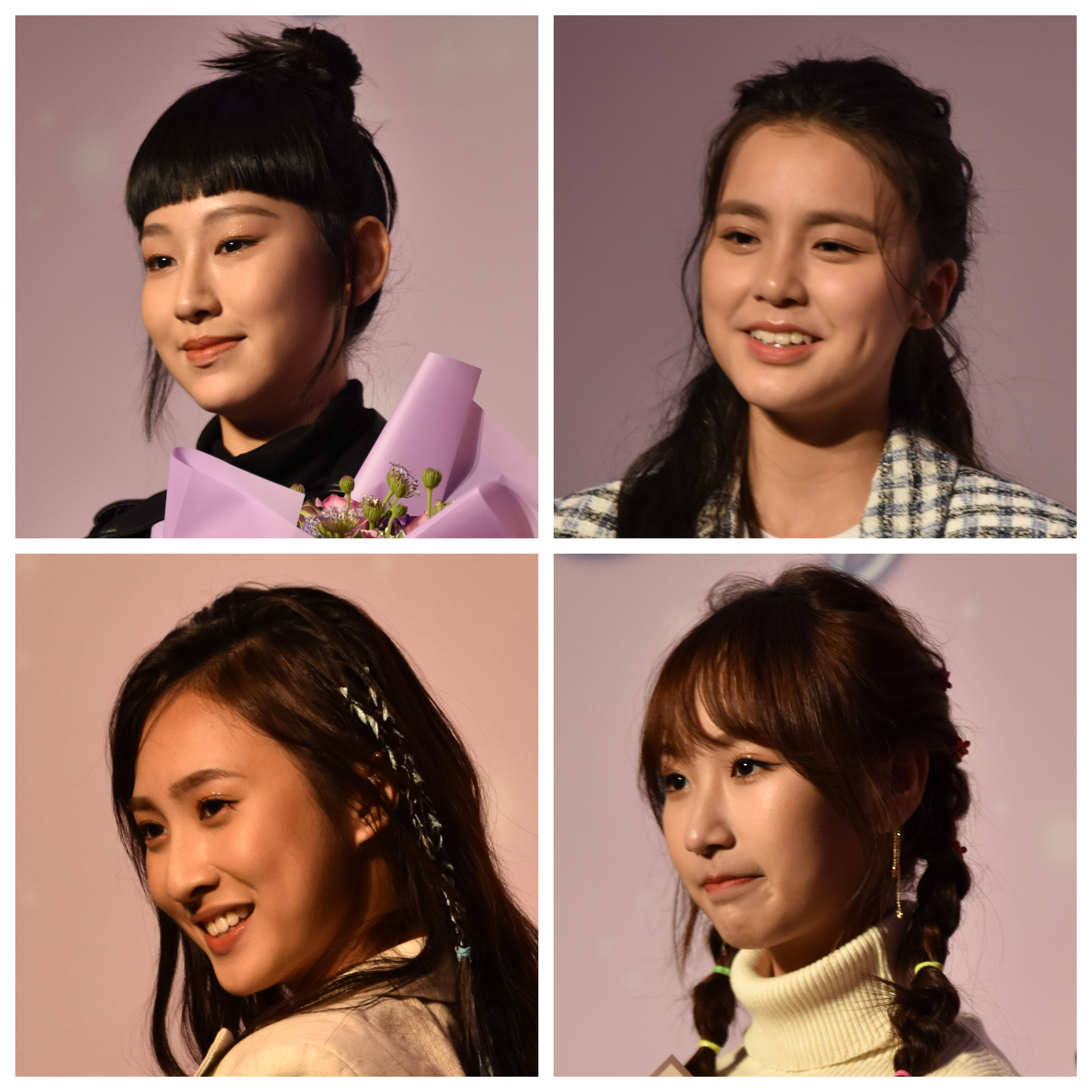
2021年11月23日，After Class 成員於尖沙咀美麗華廣場宴會廳出席Fubon GO x 聲夢傳奇《唱出初心》活動

2021年11月25日，四人分別於社交網站Instagram上載帖子，均有提及「After Class」（意指「下課後」）的字眼。翌日（26日），愛爆音樂之YouTube頻道發布組合出道歌曲之音樂影片預告，透露組合名稱「After Class」及出道曲名為要為今日回憶。27日，要為今日回憶音樂影片正式發布，該組合同時出道。28日，After Class於紅磡香港體育館舉行的慈善節目《星光熠熠耀保良》上首次以組合姿態公開亮相，並現場演唱要為今日回憶。
2021年12月，由一眾《聲夢傳奇》學員及《盛·舞者》參賽者主演的青春校園電視劇《青春本我》播出，After Class全體成員均有參演，四人演出備受關注。其後，After Class兩位率先推出個人單曲的成員炎明熹及姚焯菲一同於《新城勁爆頒獎禮2021》 獲頒「勁爆新人」獎項，以及於《2021年度叱吒樂壇流行榜頒獎典禮》分別獲頒「叱吒樂壇生力軍女歌手」銀獎及銅獎。
四人曾為慈雲山中心 x 利賓納「『紫』想同你過聖誕」活動、皮具品牌Longchamp的2022秋冬系列產品作宣傳。

### 2022年至今：出道初期

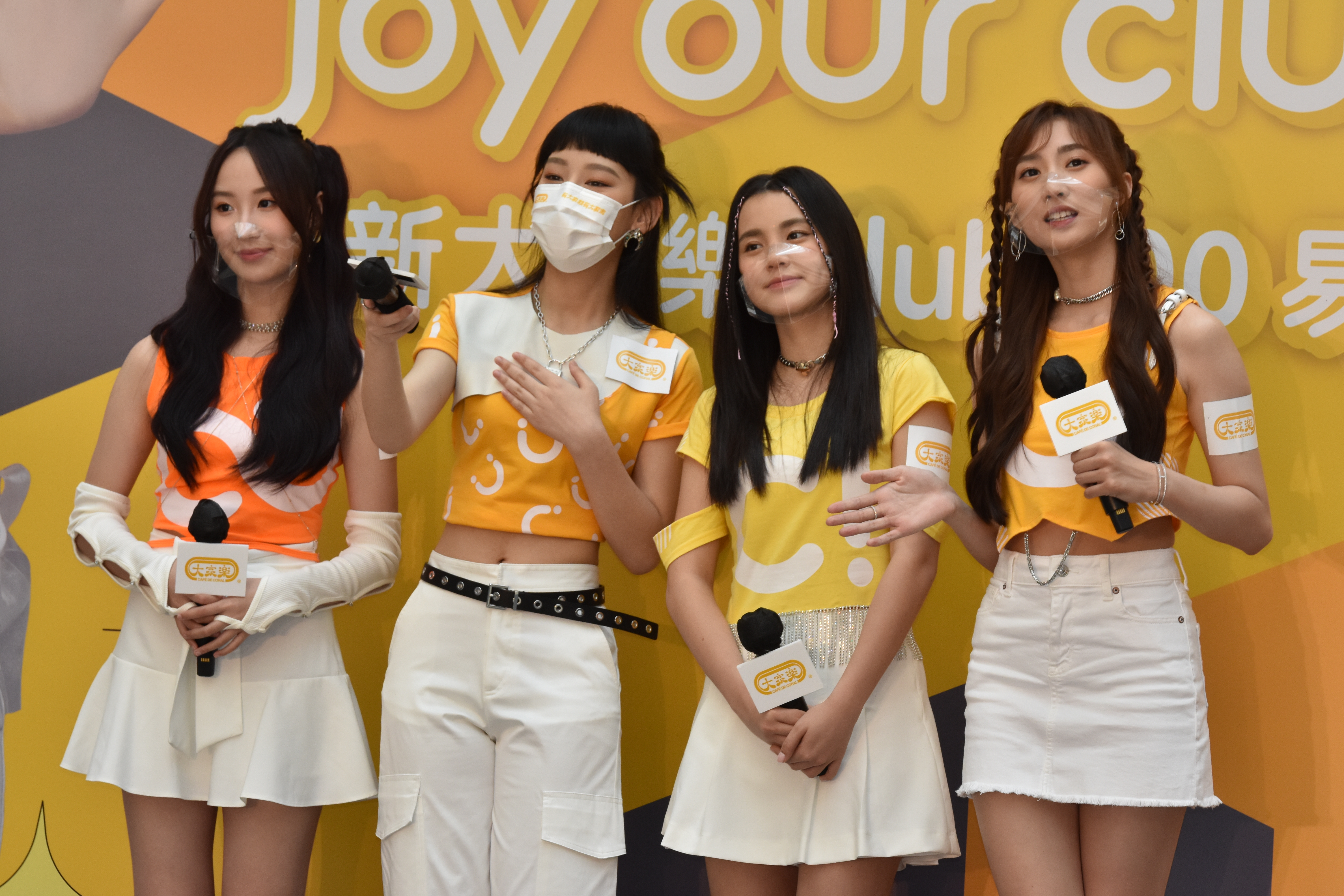
2022年9月12日，After Class於奧海城二期商場中庭出席大家樂「有Club 100就有易.0分享會」宣傳活動

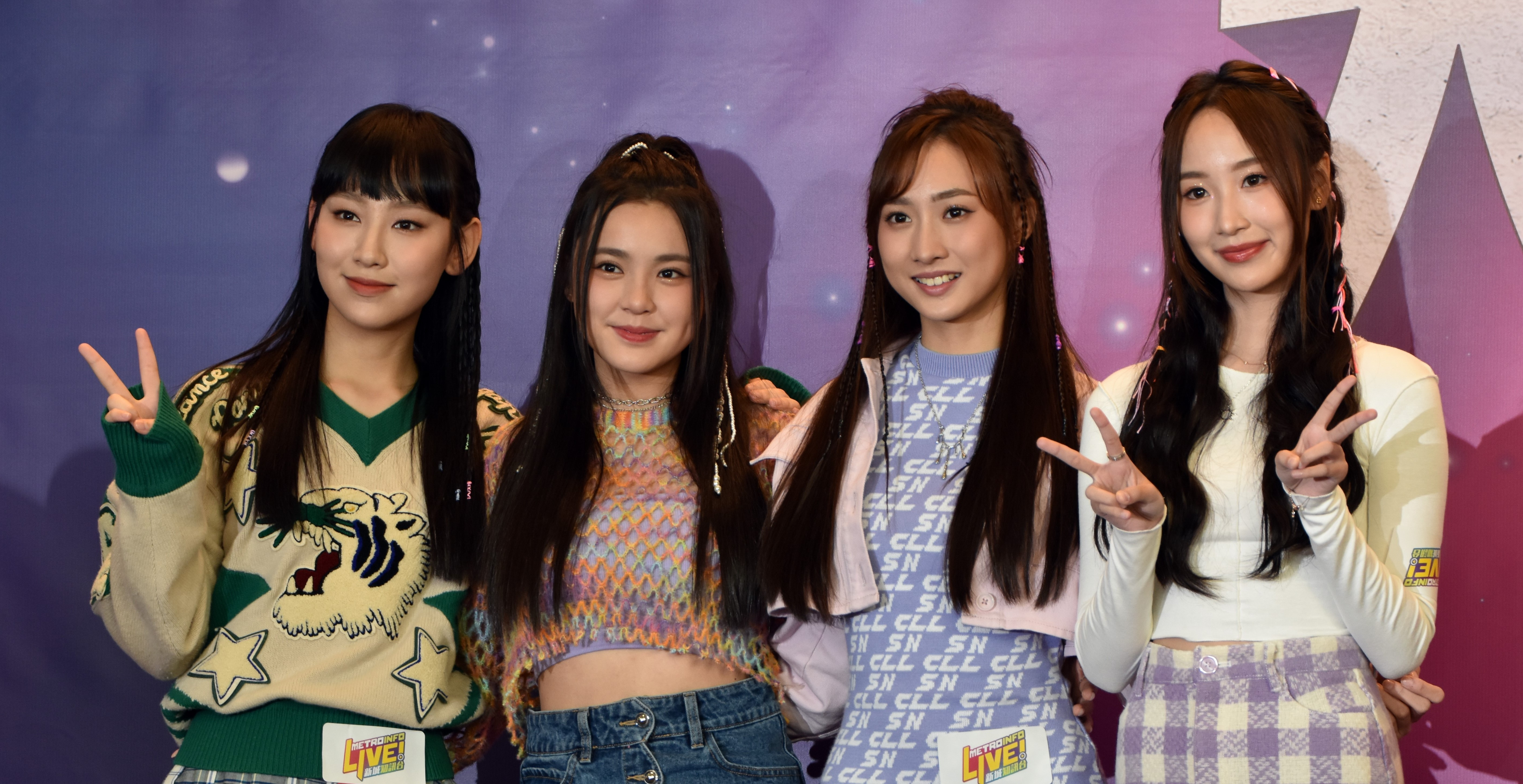
2022年12月10日，After Class於紅磡置富都會L7大堂出席新城知訊台主辦《新人大熱唱2022》活動

2022年1月23日，After Class出道作要為今日回憶於《勁歌金曲》的勁歌金榜登上冠軍，成為After Class首支組合冠軍歌，歌曲亦破150萬點擊率。
2022年2月1日，After Class與六十多位藝人攜手獻唱2022年北京冬季奧林匹克運動會主題曲一起向未來，並於同日在中國中央電視台及無綫電視翡翠台首播。同月4日，鍾柔美推出首支向各大電子傳媒派台的個人單曲Breakin' My Heart。翌日，該曲推出市面，令鍾柔美成為首位以After Class成員名義推出個人單曲的女歌手。
2022年5月，詹天文先後為無綫電視劇集《雙生陌生人》及外購劇《尚食》獻唱片尾曲再說我願意及愛情許可證。
2022年11月16日，愛爆音樂之YouTube頻道發佈After Class跳唱快歌Not Givin' Up之新曲預告。該曲翌日派台。18日，該曲之動態歌詞影片發佈。12月4日凌晨，After Class於將軍澳電視廣播城現場跳唱該曲的演出片段於慈善節目《歡樂滿東華》上首播。該曲其後於新城勁爆流行榜登上冠軍。
同年年末，After Class四位成員均憑《青春本我》一劇首度入圍《萬千星輝頒獎典禮2022》「最受歡迎電視女角色」及「最佳女配角」兩大獎項。2022年12月23日，After Class於《Yahoo!搜尋人氣大獎 2022 頒獎典禮》上獲頒「樂壇新勢力（組合）」獎，是組合所得的首個樂壇獎項。12月29日，After Class於《新城勁爆頒獎禮2022》獲得「勁爆新人」獎，並於頒獎典禮現場跳唱Not Givin' Up。
2023年1月10日，Not Givin' Up的舞蹈版本音樂影片（Dance Version）正式推出，該曲亦是After Class首支跳唱快歌。

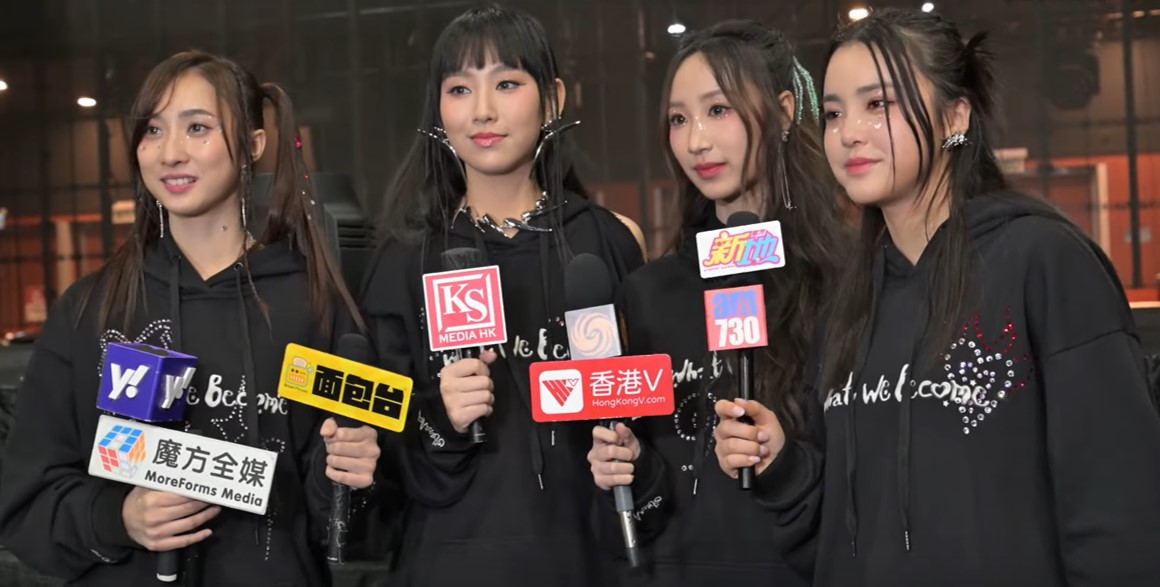
2023年12月21日，After Class於九龍灣國際展貿中心匯星參與《聲夢飛行 What We Become Live 2023》演唱會後接受傳媒訪問

2023年3月31日，詹天文推出首支向各大電子傳媒派台的個人單曲沒有你的新學期，令她正式個人出道，亦代表After Class所有成員均已個人出道。
2023年12月9日，After Class於假西九文化區竹翠公園舉辦的《共建美好社區大匯演》上合體演唱半首要為今日回憶，是為四位成員自2022年12月29日所舉辦的《新城勁爆頒獎禮2022》以來，相距近一年後再度合體演出。
2023年12月21日，After Class以及《聲夢傳奇》其餘11位參賽者一同於九龍灣國際展貿中心匯星參與《聲夢飛行 What We Become Live 2023》演唱會，然而After Class並未於演唱會上合體演出，只於完場後接受傳媒訪問。12月23日，After Class到亞洲國際博覽館出席由香港貿易發展局舉辦的「Chill11」文創市集及擔任表演嘉賓，並先後演唱要為今日回憶及Not Givin' Up。
2024年1月14日，After Class於假澳門上葡京綜合渡假村上葡京禮堂舉辦的《萬千星輝頒獎典禮2023》上演唱梅艷芳《抱緊眼前人》，以向過去一年離世的香港電視工作者及演藝界人士致敬。
2024年5月18日，詹天文在出席於將軍澳新都城中心二期商場舉行的「世界無煙日2024暨無煙跑服日啟動禮」活動時，透露將於同年7月與另外兩位成員姚焯菲及鍾柔美合體舉辦演唱會。由於是次演唱會只得After Class其中三名成員參演，認為此乃組合的解散演出的說法甚囂塵上，但After Class經理人否認相關不實言論。

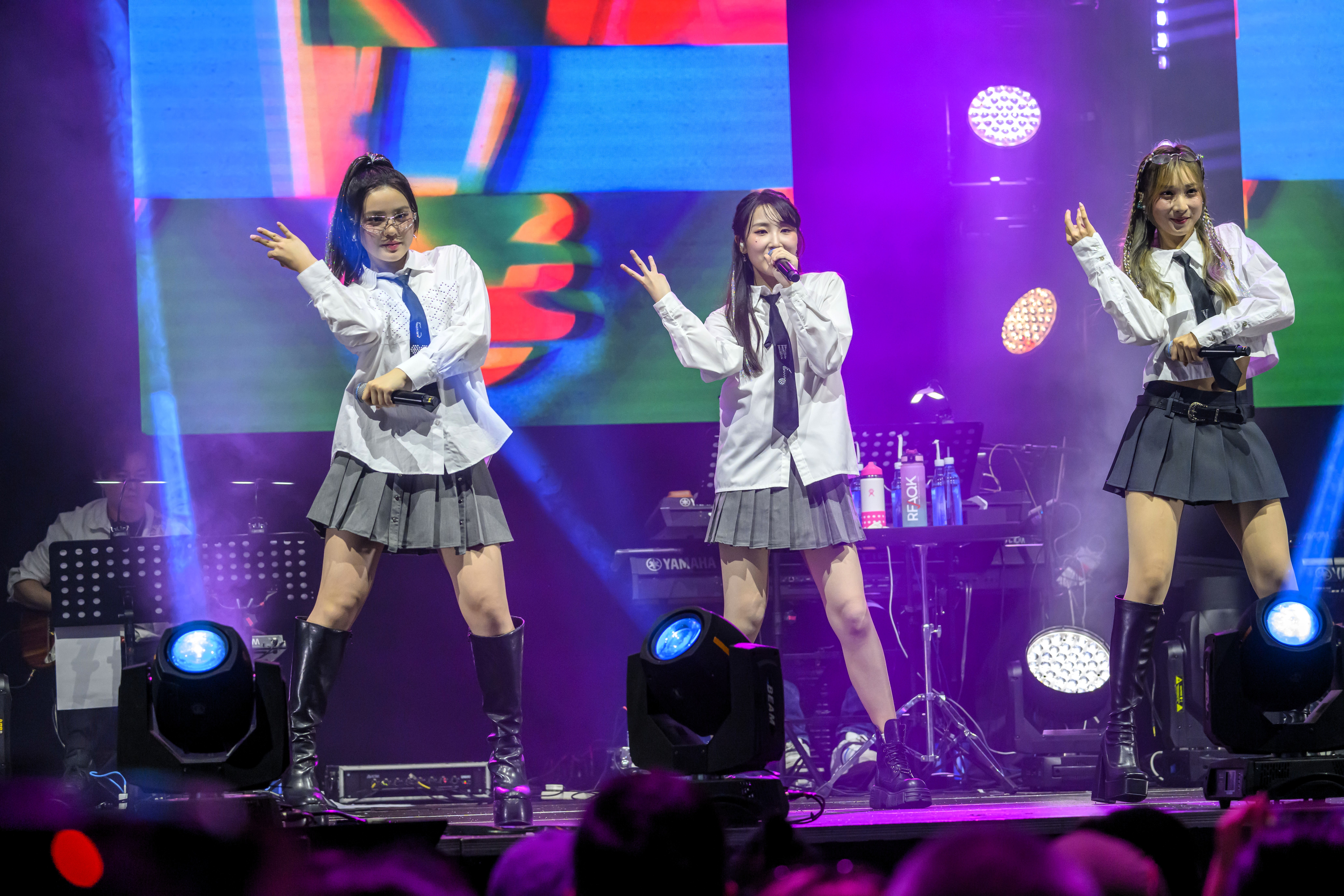
2024年7月19日，（左起）姚焯菲、詹天文、鍾柔美在假旺角麥花臣場館舉行的《音樂出沒：Let's Play Together 演唱會》首場演唱會上跳唱演出中

2024年6月18日，姚焯菲、鍾柔美及詹天文三人合演的演唱會主辦單位星傳文化娛樂及創科媒體，宣布演唱會定名《音樂出沒：Let's Play Together 演唱會》，並於同年7月20日假旺角麥花臣場館舉行。6月27日，演唱會主辦單位舉辦記者會，並由有出席記者會的鍾柔美及詹天文宣布將於7月19日加開一場演唱會。在記者會上，二人致電了當時仍身處紐西蘭留學的姚焯菲以詢問其近況及得知演唱會加場的心情，並透露姚、鍾及詹三人將會推出合唱新歌。
2024年7月18日，由姚焯菲、鍾柔美及詹天文三人合唱、並為《音樂出沒：Let's Play Together 演唱會》而推出的新歌《CYA》發表。7月19日至7月20日，《音樂出沒：Let's Play Together 演唱會》舉行，其中炎明熹於7月20日第二場演唱會現身，以台下觀眾身份支持另外三位After Class成員。

## 成員
| 炎明熹 | Gigi    | 2005年4月9日   | Gi炎粉 |
| 詹天文 | Windy   | 2006年3月2日   | 天文台 |
| 姚焯菲 | Chantel | 2006年9月22日  | 小菲象 |
| 鍾柔美 | Yumi    | 2006年12月21日 | 米粉   |

## 音樂作品

### 個人唱片
| 專輯 | 專輯名稱     | 專輯類型 | 發行公司            | 發行日期      | 曲目                    |
| ---- | ------------ | -------- | ------------------- | ------------- | ----------------------- |
| 1st  | 要為今日回憶 | 單曲     | 星夢娛樂 / 愛爆音樂 | 2024年4月20日 | 曲目 LP 1. 要為今日回憶 |

### 單曲
| 推出日期 | 曲目              | 作曲                          | 填詞                    | 編曲        | 監製   | 備註                                                                                                   |
| 2021年   |                   |                               |                         |             |        | |
| 11月27日 | 要為今日回憶      | Larry Wong                    | 林若寧                  | Larry Wong  | 舒文   | 組合出道作                                                                                             |
| 2022年   |                   |                               |                         |             |        | |
| 2月1日   | 一起向未來        | 常石磊                        | 王平久                  | 柒玖        | 趙增熹 | 與群星合唱 無綫電視《2022北京冬季奧運會》主題曲                                                        |
| 2月19日  | 獅子山下 同心抗疫 | 顧嘉煇                        | 盧永強                  | 黃安弘      | 伍仲衡 | 與群星合唱 無綫電視因應2019冠狀病毒病香港第五波疫情而製作的抗疫歌曲                                    |
| 11月17日 | Not Givin' Up     | T-Ma／林君蓮／TonYnoT         | 張楚翹／林君蓮／TonYnoT | T-Ma        | T-Ma   | |
| 2024年   |                   |                               |                         |             |        | |
| 7月18日  | CYA               | 林君蓮／張天穎／TonYnoT／T-Ma | 張楚翹／林君蓮          | PurpleNacho | T-Ma   | 姚焯菲、鍾柔美、詹天文合唱 為於2024年7月19日及20日舉行的《音樂出沒：Let's Play Together 演唱會》而推出 |

### 派台歌曲成績
註：個人名義的派台歌，請參閱成員個人頁面。
| 派台歌曲成績（五台） | 派台歌曲成績（五台） | 派台歌曲成績（五台） | 派台歌曲成績（五台） | 派台歌曲成績（五台） | 派台歌曲成績（五台） | 派台歌曲成績（五台） | 派台歌曲成績（五台）                                                      |
| -------------------- | -------------------- | -------------------- | -------------------- | -------------------- | -------------------- | -------------------- | ------------------------------------------------------------------------- |
| 唱片                 | 歌曲                 | 903                  | RTHK                 | 997                  | TVB                  | ViuTV                | 備註                                                                      |
| 2021年               |                      |                      |                      |                      |                      |                      |                                                                           |
|                      | 要為今日回憶         | -                    | -                    | 4                    | 1                    | ×                    | 首支冠軍歌 首支派台歌曲 加拿大至 HIT 中文歌曲排行榜：15 其他              |
| 2022年               |                      |                      |                      |                      |                      |                      |                                                                           |
|                      | Not Givin' Up        | -                    | -                    | 1                    | -                    | ×                    | 其他                                                                      |
| 2024年               |                      |                      |                      |                      |                      |                      |                                                                           |
|                      | CYA                  | -                    | -                    | 4                    | 1                    | ×                    | 姚焯菲、鍾柔美、詹天文合唱 為《音樂出沒：Let's Play Together 演唱會》推出 |

1. ↑  iTunes熱門歌曲榜：1、檸音樂狂熱十大：1、VIP音樂榜：3
2. ↑  iTunes熱門歌曲榜：2、CT 音樂推介榜：1

| 各台冠軍歌總數（五台） | 各台冠軍歌總數（五台） | 各台冠軍歌總數（五台） | 各台冠軍歌總數（五台） | 各台冠軍歌總數（五台） | 各台冠軍歌總數（五台） |
| ---------------------- | ---------------------- | ---------------------- | ---------------------- | ---------------------- | ---------------------- |
| 903                    | RTHK                   | 997                    | TVB                    | ViuTV                  | 備註                   |
| 0                      | 0                      | 1                      | 2                      | 0                      | 五台冠軍歌總數：0      |

- （*）仍在榜上
- （-）未能上榜
- （×）沒有派往該台

## 影視作品

### 電視劇（無綫電視）
| 首播           | 劇名     | 參與成員 |
| 2021年－2022年 | 青春本我 | 全體成員 |

### 綜藝節目（無綫電視）
| 首播   | 節目         | 備註 |
| 2022年 | 我們的主題曲 |      |

### 綜藝節目（其他）
| 首播   | 節目                  | 備註             |
| 2022年 | After Class玩轉元宇宙 | 雅虎香港特備節目 |

## 演唱會／音樂會
| 日期              | 演唱會／音樂會                       | 場數 | 場地                   | 主辦單位                         | 備註                                                                             |
| 2021年8月12至15日 | 聲·夢飛行 First Live On Stage        | 4    | 旺角麥花臣場館         | 無綫電視、星夢娛樂               | 其時After Class尚未組成，然四人乃於演唱會上合體演唱How You Like That及Chotto等等 |
| 2022年1月1日      | 聲夢維港Party Together演唱會2022     | 1    | 中環海濱活動空間       | NEW TV                           | 演唱要為今日回憶                                                                 |
| 2022年6月17日     | After Class玩轉元宇宙                | 1    | 網上活動               | 雅虎香港                         |                                                                                  |
| 2023年12月9日     | 共建美好社區大匯演                   | 1    | 西九文化區竹翠公園     | 政制及內地事務局、無綫電視       | 演唱要為今日回憶                                                                 |
| 2023年12月21日    | 聲夢飛行 What We Become Live 2023    | 1    | 九龍灣國際展貿中心匯星 | 星夢娛樂、愛爆音樂               | 《聲夢傳奇》第一季學員再次合體舉行演唱會                                         |
| 2024年7月19至20日 | 音樂出沒：Let's Play Together 演唱會 | 2    | 旺角麥花臣場館         | 星傳文化娛樂、創科媒體、愛爆音樂 | 只有After Class三名成員姚焯菲、鍾柔美、詹天文參演                                |

## 獎項及提名
| 年份   | 頒獎單位                   | 獎項                   | 作品         | 結果    |
| ------ | -------------------------- | ---------------------- | ------------ | ------- |
| 2022年 | 香港金曲頒獎典禮 2021/2022 | 香港金曲最佳合唱歌曲獎 | 要為今日回憶 | 提名    |
| 2022年 | Yahoo!搜尋人氣大獎 2022    | 熱搜本地男女藝人或組合 | 不適用       | 頭100位 |
| 2022年 | Yahoo!搜尋人氣大獎 2022    | 票選人氣組合           | 不適用       | 3強     |
| 2022年 | Yahoo!搜尋人氣大獎 2022    | 樂壇新勢力（組合）     | 不適用       | 獲獎    |
| 2022年 | 新城勁爆頒獎禮2022         | 勁爆新人               | 不適用       | 獲獎    |

## 外部連結
- YouTube上的After Class - Topic頻道